# Димтиген
Димтиген (нем. Diemtigen) — коммуна в Швейцарии, в кантоне Берн. 
Входит в состав округа Нидерзимменталь. Население составляет 2123 человека (на 31 декабря 2006 года). Официальный код — 0762.